# Михайловка (Абзеліловський район)
Миха́йловка (рос. Михайловка, башк. Михайловка) — село у складі Абзеліловського району Башкортостану, Росія. Адміністративний центр Таштімеровської сільської ради.
Населення — 1103 особи (2010; 1012 в 2002).
Національний склад:
- башкири — 70%
- росіяни — 26%

## Галерея

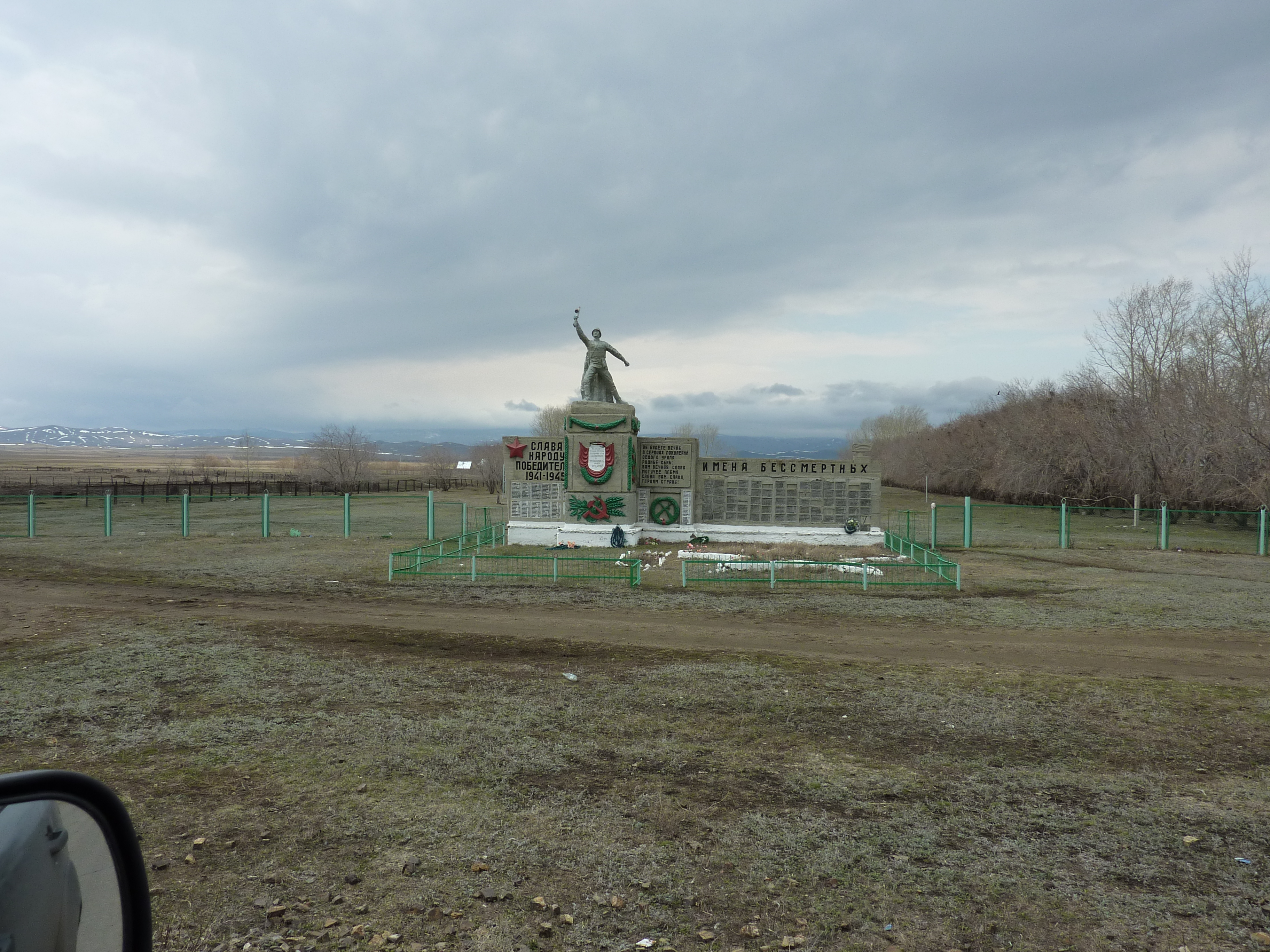
Монумент «Слава народу-переможцеві»
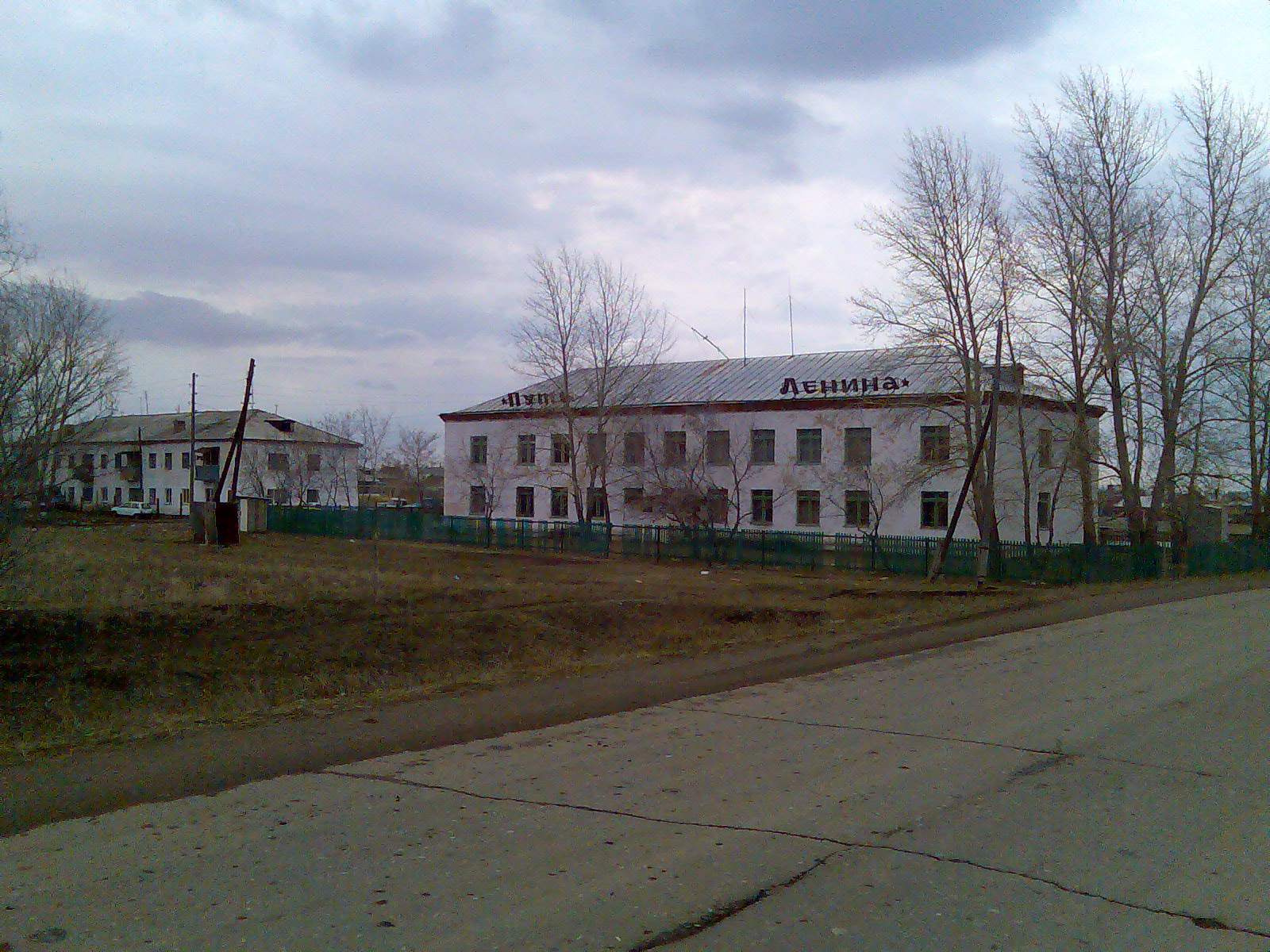
Двоповерхові будівлі в селі
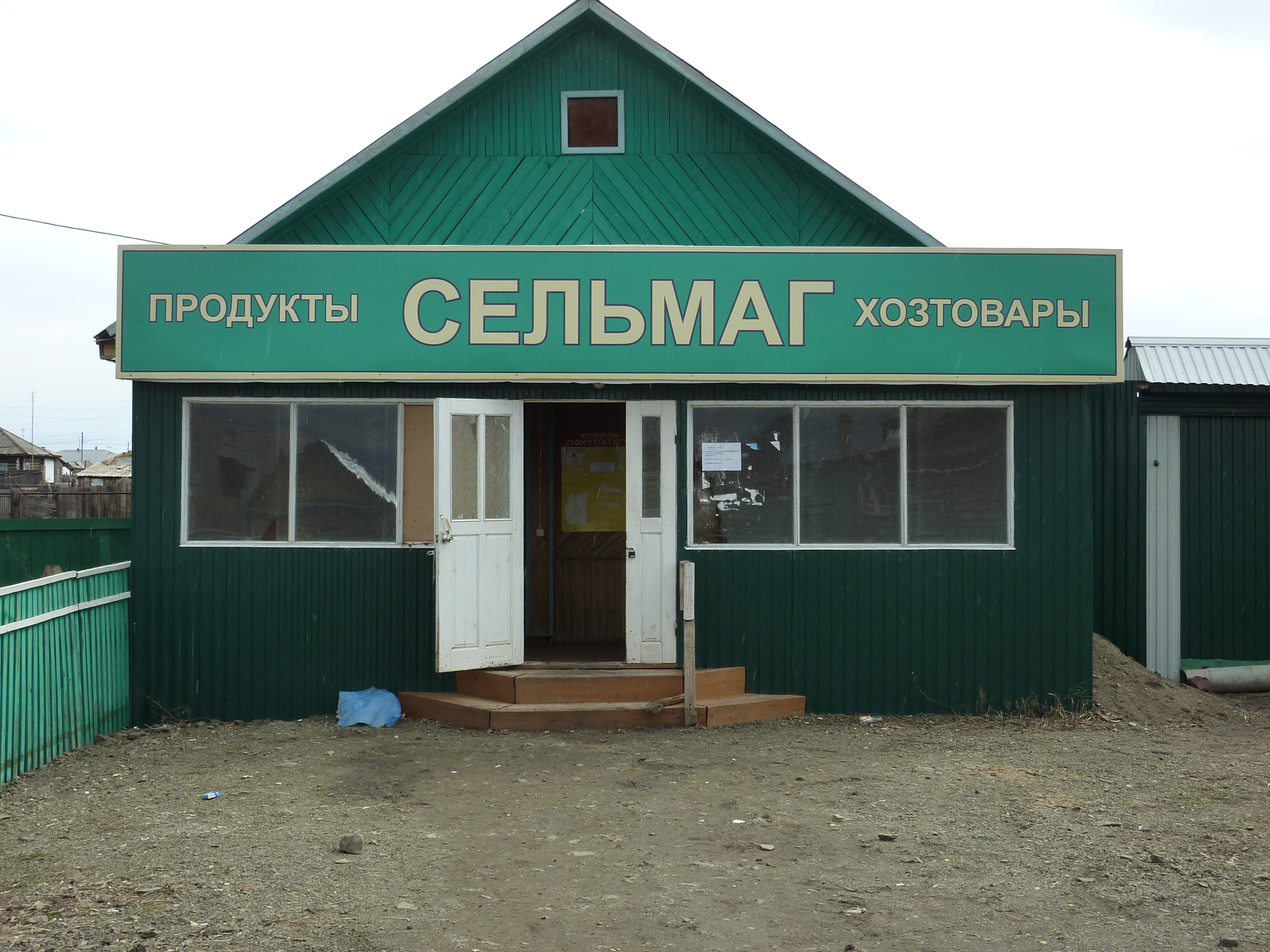
Сільмаг